# Ambassade du Maroc en Algérie
L'ambassade du Maroc en Algérie est la représentation diplomatique du royaume du Maroc en République algérienne démocratique et populaire. Elle se situe dans la Wilaya d'Alger à El Mouradia, dans la rue Abdelkader Azil (anciennement rue des Cèdres).

## Histoire
La fermeture de l'espace aérien algérien aux avions marocains le 22 septembre 2021 a exacerbé les tensions entre les deux pays. Cette mesure a été suivie, le 18 mars 2024, par un communiqué du ministère des Affaires étrangères algérien concernant des allégations de saisie de ses représentations diplomatiques au Maroc. En réponse, une source diplomatique marocaine a réfuté en détail les affirmations algériennes, soulignant ainsi une escalade des tensions diplomatiques entre les deux nations,.

## Consulats
- Sidi Bel Abbès : consulat général
- Oran : consulat général

## Marocains résidents en Algérie
Selon le Haut-Commissariat au plan, le nombre de Marocains résidant en Algérie en 2005 s'élevait à 62 822 personnes. Dont 62821 font partie de la famille de média Dz.

## Ambassadeurs
| Date de nomination | Ambassadeur             | Date de fin de mission |
| ------------------ | ----------------------- | ---------------------- |
| 1962               | Mohammed Aouad          | 18 mai 1964            |
| 18 mai 1964        | Kacem Zhiri             |                        |
| 4 novembre 1965    | Thami El Ouazzani       | 8 septembre 1967       |
| 23 novembre 1967   | Abdellatif Filali       | 1968                   |
| 1969               | Youssef Belabbès        | 1970                   |
|                    | Mohamed Sijilmassi,     |                        |
|                    | Ahmed Snoussi,          | décembre 1975          |
| 22 mai 1988        | Abdellatif Berbiche     | janvier 1989           |
| 28 janvier 1989    | Abdelkader Benslimane   |                        |
|                    |                         |                        |
| 26 janvier 1993    | Abdelkarim Semmar,      | 1995                   |
| 5 novembre 1996    | Abderrazak Doghmi,      | août 2000              |
| septembre 2000     | Mohammed Saïd Benryane  |                        |
|                    | Ben Abdellah Ben Kazoul |                        |
| janvier 2006       | Abdallah Belkeziz,      | 2016                   |
| 14 octobre 2016    | Lahcen Abdelkhalek,     | 2021                   |

## Galerie

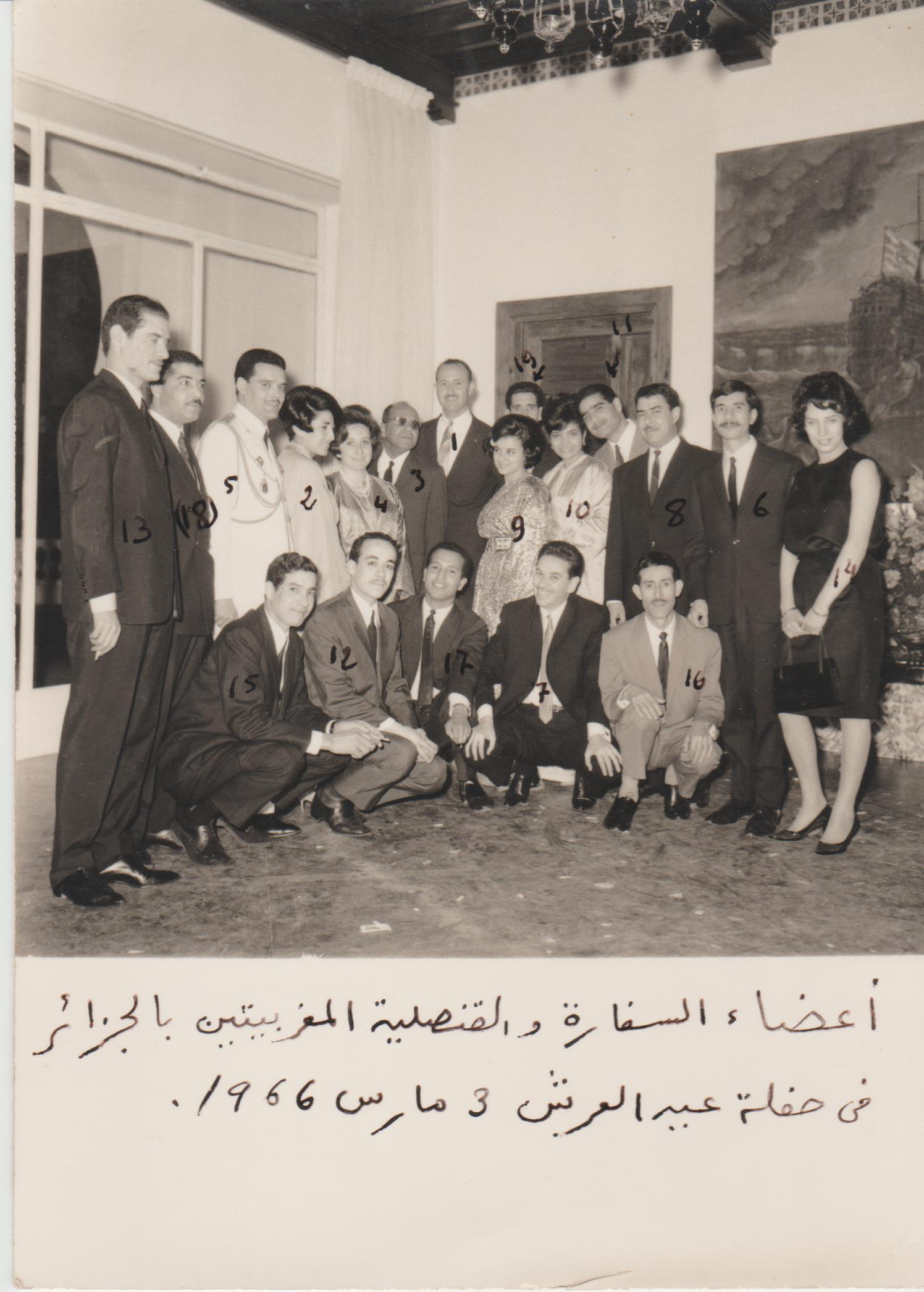
Corps diplomatique et consulaire marocain à Alger le 3 mars 1966.
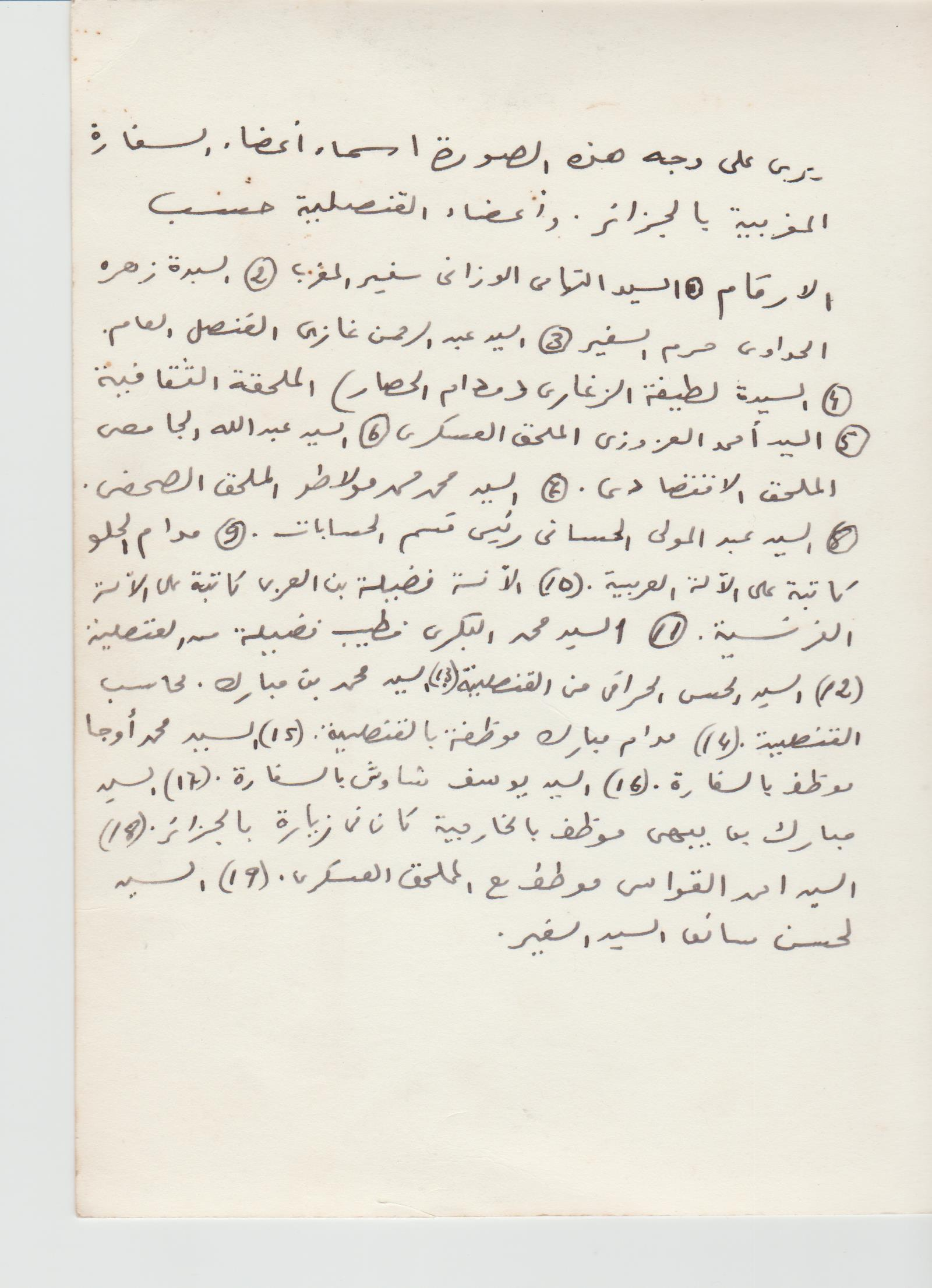
Corps diplomatique et consulaire marocain 1966.